# Delhi (Ohio)
Delhi è una città (township) degli Stati Uniti d'America, nello stato dell'Ohio, nella Contea di Hamilton. Al censimento del 2010 contava 29.510 abitanti.
La città possiede una riserva naturale e un'università (Mount Saint Joseph University) ed è inoltre considerata un sobborgo della città di Cincinnati.